# Chris Hooijkaas
Christoffel ("Chris") Hooijkaas (Rotterdam, 6 januari 1861 – aldaar, 15 oktober 1926) is een voormalig zeiler uit Nederland, die op 20 mei 1900, bij de opening van de Olympische Spelen van Parijs, samen met Arie van der Velden en Henricus Smulders meevoer op het schip genaamd Mascotte. 
Die eerste zeildag eindigde het Nederlandse trio nog achterin, maar uiteindelijk legden zij beslag op de tweede plaats. Dat stond destijds (nog) niet gelijk aan een zilveren medaille, want medailles werden niet uitgereikt bij de tweede officiële Zomerspelen, waar Nederland voor het eerst zijn olympische opwachting maakte. 
In plaats daarvan ontving Smulders, eigenaar van de boot, bij dit zogeheten 'amateuristische sporttoernooi' als beloning een bedrag van achthonderd Franse Franken. Na een vierde plaats in een andere race, mocht hij nog eens zeshonderd Franken in ontvangst nemen. Smulders' bemanningsleden Hooijkaas en Van der Velden waren respectievelijk zakenman en zeevarende. Smulders wordt beschouwd als Nederlands eerste Olympiër.